# Санта-Лусия (Колумбия)
Санта-Лусия (исп. Santa Lucía) — город и муниципалитет на севере Колумбии, на территории департамента Атлантико.

## История
До прибытия испанцев территория муниципалитета была населена представителями индейского племени мокана. Поселение, из которого позднее вырос город, было основано 23 марта 1874 года. Муниципалитет Санта-Лусия был выделен в отдельную административную единицу в 1965 году.

## Географическое положение

Муниципалитет Санта-Лусия

Город расположен в южной части департамента, в пределах Прикарибской низменности, на восточном берегу канала Дике, на расстоянии приблизительно 68 километров к юго-юго-западу (SSW) от города Барранкилья, административного центра департамента. Абсолютная высота — 9 метров над уровнем моря.
Муниципалитет Санта-Лусия граничит на северо-западес территорией муниципалитета Манати, на северо-востоке — с муниципалитетом Кампо-де-ла-Крус, на юго-востоке — с муниципалитетом Суан, на юго-западе — с территорией департамента Боливар. Площадь муниципалитета составляет 84 км².

## Население
По данным Национального административного департамента статистики Колумбии, совокупная численность населения города и муниципалитета в 2015 году составляла 11 584 человека.
Динамика численности населения муниципалитета по годам:
| 2005   | 2006   | 2007   | 2008   | 2009   | 2010   | 2011   | 2012   | 2013   | 2014   | 2015   |
| ------ | ------ | ------ | ------ | ------ | ------ | ------ | ------ | ------ | ------ | ------ |
| 12 418 | 12 370 | 12 289 | 12 221 | 12 136 | 12 052 | 11 959 | 11 875 | 11 778 | 11 679 | 11 584 |

Согласно данным переписи 2005 года мужчины составляли 50,8 % от населения Санта-Лусии, женщины — соответственно 49,2 %. В расовом отношении белые и метисы составляли 99,1 % от населения города; негры, мулаты и райсальцы — 0,9 %.
Уровень грамотности среди всего населения составлял 82,6 %.

## Экономика
Основу экономики Санта-Лусии составляют сельское хозяйство и рыболовство.

55,7 % от общего числа городских и муниципальных предприятий составляют предприятия торговой сферы, 39,6 % — предприятия сферы обслуживания, 4,7 % — промышленные предприятия.